# La Mort de Staline (bande dessinée)
Cet article concerne la bande dessinée. Pour le film, voir La Mort de Staline.
La Mort de Staline est une série de bande dessinée biographique française en deux tomes créée par le dessinateur Thierry Robin et le scénariste Fabien Nury, éditée en octobre 2010 et mai 2012 aux éditions Dargaud. La série retrace, entre réalité et fiction historique, les événements ayant suivi la mort de Joseph Staline, dirigeant suprême de l'Union soviétique en mars 1953.
Le premier tome, Agonie, obtient le prix Historia en septembre 2011 et le second le Prix Château de Cheverny de la bande dessinée historique lors des Rendez-vous de l'histoire de Blois 2012.

## Description

### Synopsis
La série relate de manière romancée les événements ayant suivi la mort de Staline en 1953 et notamment les querelles entre les membres du gouvernement de l'Union soviétique pour prendre le pouvoir, le plus redoutable des prétendants au poste suprême étant Lavrenti Beria. 

### Personnages
- Joseph Staline : en pleine nuit du 1er au 2 mars 1953, le chef de la garde convoque les principaux collaborateurs de Staline à sa datcha, qui découvrent alors le Père des peuples inconscient, mais pas encore mort. Il est déclaré mort le 5 mars à 6 h du matin.
- Gueorgui Malenkov : homme politique et dirigeant du Parti communiste de l'Union soviétique (PCUS), proche collaborateur de Staline, qui fut président du Conseil des ministres de mars 1953 à février 1955.
- Nikita Khrouchtchev : un homme politique soviétique qui dirigea l'URSS durant une partie de la guerre froide, il est l’un des plus proches de Staline.
- Maria Youdina : pianiste russe préférée de Staline.
- Viatcheslav Molotov
- Lavrenti Beria
- Andreï Andreïev
- Svetlana Allilouïeva
- Vassili Djougachvili
- Gueorgui Joukov
- Anastase Mikoyan
- Nikolaï Boulganine
- Lazare Kaganovitch
- Spartak Sokolov
- Tarasov
- Mezhnikov

## Adaptation
En 2017, avec des producteurs français et britanniques, Armando Iannucci adapte cette bande dessinée au cinéma sous le même titre,.

## Publications
- 1 Agonie, Dargaud,  (ISBN 978-2-205-06676-0), octobre 2010
Scénario : Fabien Nury - Dessin : Thierry Robin - Couleurs : Lorien Aureyre
- 2 Funérailles, Dargaud,  (ISBN 978-2-205-06822-1), mai 2012
Scénario : Fabien Nury - Dessin : Thierry Robin - Couleurs : Lorien Aureyre et Thierry Robin

Intégrale
- La Mort de Staline, Dargaud,  (ISBN 978-2-205-07351-5), août 2014
Scénario : Fabien Nury - Dessin : Thierry Robin - Couleurs : Lorien Aureyre et Thierry Robin